# Key Biscayne (Florida)
Key Biscayne es una villa ubicada en el Cayo Vizcaíno en el condado de Miami-Dade en el estado estadounidense de Florida. En el Censo de 2010 tenía una población de 12 344 habitantes y una densidad poblacional de 3512,19 personas por km².

## Geografía
Key Biscayne se encuentra ubicada en las coordenadas 25°41′26″N 80°9′52″O / 25.69056, -80.16444. Según la Oficina del Censo de los Estados Unidos, Key Biscayne tiene una superficie total de 3,51 km², de la cual 3,18 km² corresponden a tierra firme y (9,65 %) 0,34 km² es agua.

## Demografía
Según el censo de 2010, había 12344 personas residiendo en Key Biscayne. La densidad de población era de 3512,19 hab./km². De los 12 344 habitantes, Key Biscayne estaba compuesto por el 96,18 % blancos, el 0.41% eran afroamericanos, el 0,12 % eran amerindios, el 1.09% eran asiáticos, el 0% eran isleños del Pacífico, el 0,99 % eran de otras razas y el 1.22% pertenecían a dos o más razas. Del total de la población el 61,58 % eran hispanos o latinos de cualquier raza.

## Educación

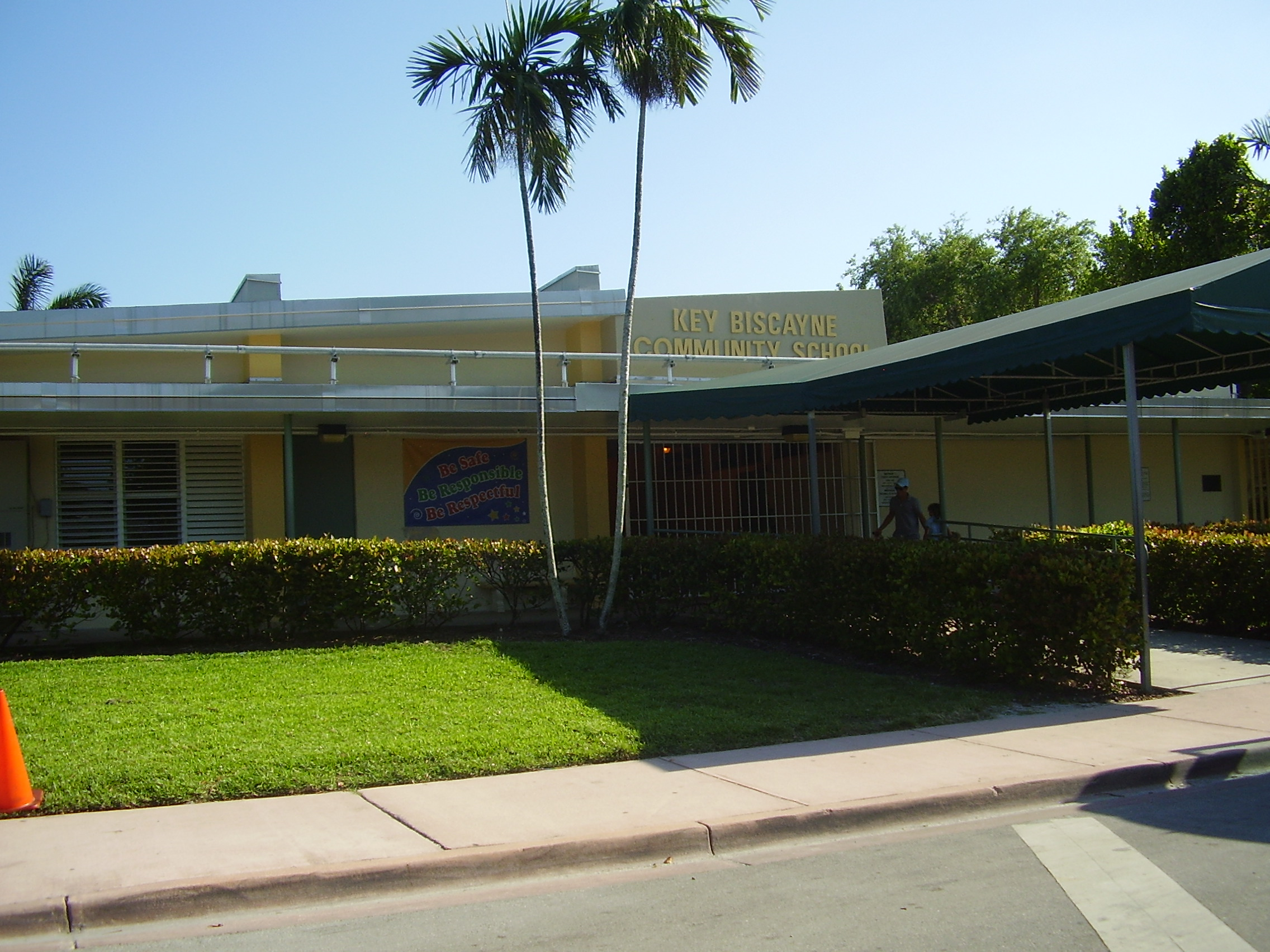
Centro K-8 de Key Biscayne

Las Escuelas Públicas del Condado de Miami-Dade gestiona escuelas públicas. El Centro K-8 de Key Biscayne sirve Key Biscayne.  Para escuela media, el Centro K-8 de Key Biscayne y la Escuela Media Ponce de Leon en Coral Gables sirven Key Biscayne. La Escuela Preparatoria de Coral Gables sirve Key Biscayne.
En 2012 la MAST Academy, una escuela magnet en Virginia Key, anunció que se sumará 1100 estudiantes con preferencia para residentes elegibles de Key Biscayne.
El Sistema de Bibliotecas Públicas de Miami-Dade gestiona la Key Biscayne Branch Library, con 6000 pies cuadrados (557,4 m²) de área. La biblioteca abrió en el enero de 1985.